# Dolmen de la Lécune
Le Dolmen de la Lécune, au lieu-dit Les Trois Pierres, est situé sur la commune de Flaugnac dans le département du Lot.

## Description
Le dolmen est presque entièrement détruit et son tumulus circulaire de 14 mètres de diamètre a été arasé. Les orthostates ont été placées dans des rainures creusées dans le sol puis calées. La chambre elle-même a été creusée sur toute sa superficie. Elle est orientée selon l'azimut 111°. 
| Dalle                                                   | Longueur | Épaisseur | Largeur |
| ------------------------------------------------------- | -------- | --------- | ------- |
| Orthostate droit                                        | 2,80 m   | 0,30 m    | 1,70 m  |
| Orthostate gauche (fragment)                            | 1,70 m   | 0,25 m    | 0,60 m  |
| Chevet                                                  | 1,10 m   | 0,50 m    | 1,40 m  |
| Données : Inventaire des mégalithes de la France, 5-Lot |          |           |         |

La table de couverture a disparu. « Un bloc mégalithique (2,40 m X 1,60 m X 0,50 m) se trouve à 7 mètres derrière la dalle de chevet, hors du tumulus, sur un renflement de terrain et bien dans le prolongement de la chambre du dolmen. Sa grande épaisseur, sa forme, ne permettent pas de l'assimiler à un fragment de table. ». Jean Clottes n'exclut pas que cette dalle isolée, « posée à peu près au centre d'un tumulus arrondi (environ 20 mètres). » soit elle-même le vestige d'un deuxième dolmen. En effet, dans un ouvrage de 1885, L. Limayrac fait mention qu'« il existe encore deux pierres levées près du moulin de la Lécune [...] Nous trouvons celles de la Lécune mentionnées dans un acte d'hommage de 1283, elles sont indiquées sous la dénomination de peyros lebados».

## Fouille archéologique
Jean-Pierre Lagasquie y a mené une fouille de sauvetage en 1969. La chambre sépulcrale avait été précédemment pillée. Tous les ossements humains retrouvés étaient de petite taille et les os longs réduits à l'état d'esquilles. Aucun ne présentait de trace d'incinération. Les dents retrouvées (550) permettent d'estimer le nombre d'inhumation à un minimum de 19 individus. L'étude spécifique des dents a révélé une forte proportion de jeunes individus et notamment d'enfants, ainsi que la présence d'une incisive volontairement limée d'arrière en avant.
Le mobilier funéraire était composé de perles, de 39 dentales, d'une pointe de flèche à pédoncule et ailerons récurrents, typique de l'époque du Bronze ancien, de pointes de flèches tranchantes, d'éclats de quartz et silex et d'un fossile. Onze tessons de poterie rouges gallo-romaine ont aussi permis de constater la réutilisation du dolmen jusqu'à une époque plus récente.